# Adam Grünewald
Adam Grünewald (Frickenhausen am Main, 20 ottobre 1902 – Veszprém, 22 gennaio 1945) è stato un ufficiale tedesco delle SS.
Figlio di un carpentiere morto nel 1910, inizia a lavorare come panettiere ma la crisi economica del dopoguerra lo spinge ad entrare nei Freikorps e poi arruolarsi nell'esercito per 12 anni.

## Nazismo
Nel 1931 finisce il servizio militare ma ancora non trova lavoro e dunque si arruola nelle SA.
Viene promosso a Obersturmbannführer e si trasferisce nelle SS dopo la Notte dei lunghi coltelli. 
Nel 1943 succede a Karl Chmielewski quale comandante del campo di concentramento di Herzogenbusch.
Viene però accusato di eccessiva crudeltà e condannato a 15 anni di carcere ma successivamente gli viene concesso di combattere nella 3. SS-Panzerdivision "Totenkopf" sul fronte orientale. Muore combattendo in Ungheria con il rango di SS-Sturmbannführer.